# شیپور

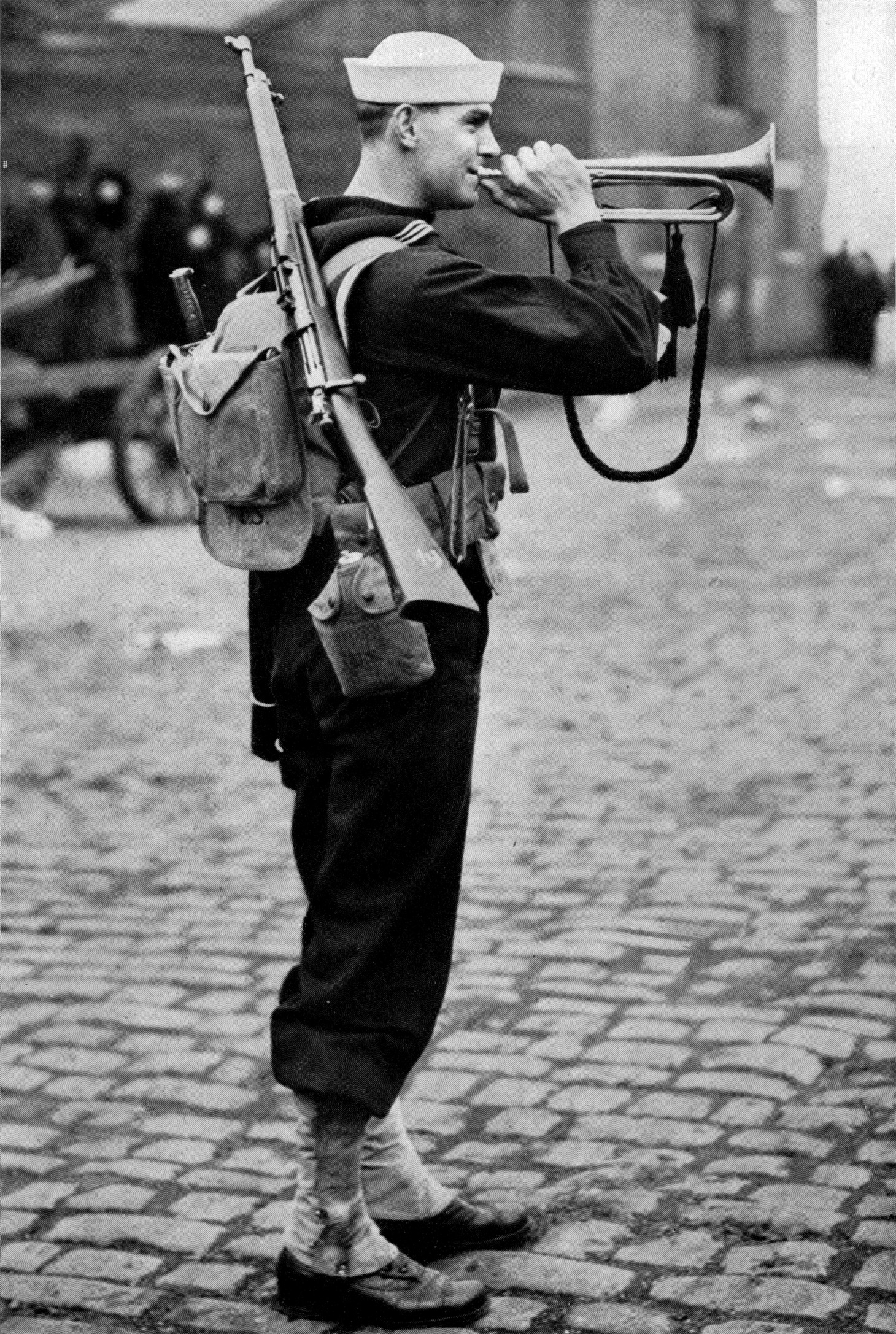
شیپورچی نیروی دریایی آمریکا ۱۹۱۷

شیپور یا بوق (انگلیسی: Bugle) ساده‌ترین ساز بادی برنجی می‌باشد. در این ساز کلید یا دکمه ای برای تغییر ارتفاع وجود ندارد و نوازنده باید با تغییر دادن حالت لب‌ها و دهان خود نت‌ها را عوض کند. وسعت صدای این ساز تنها شامل پنج نت می‌شود که با فشار هوا و هارمونیک‌ها، تولید صدا می‌کند.

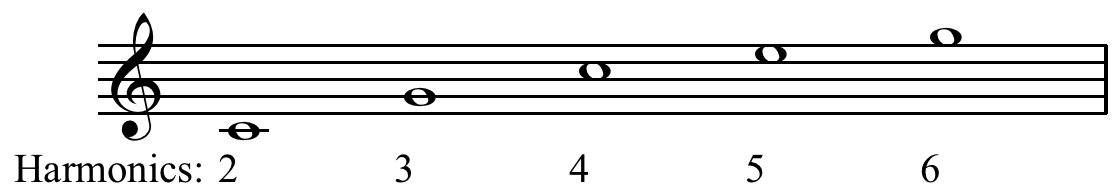
گام شیپور

شیپور بیشتر در عرصهٔ نظامی برای اجرای علامت‌های صوتی مانند بیدارباش بکار می‌رود. ساز کورنت نوع کلیددار شیپور است.
ساز ساکسیفون نوع تکمه‌ای شیپور است

## پیشینه

### اسلام

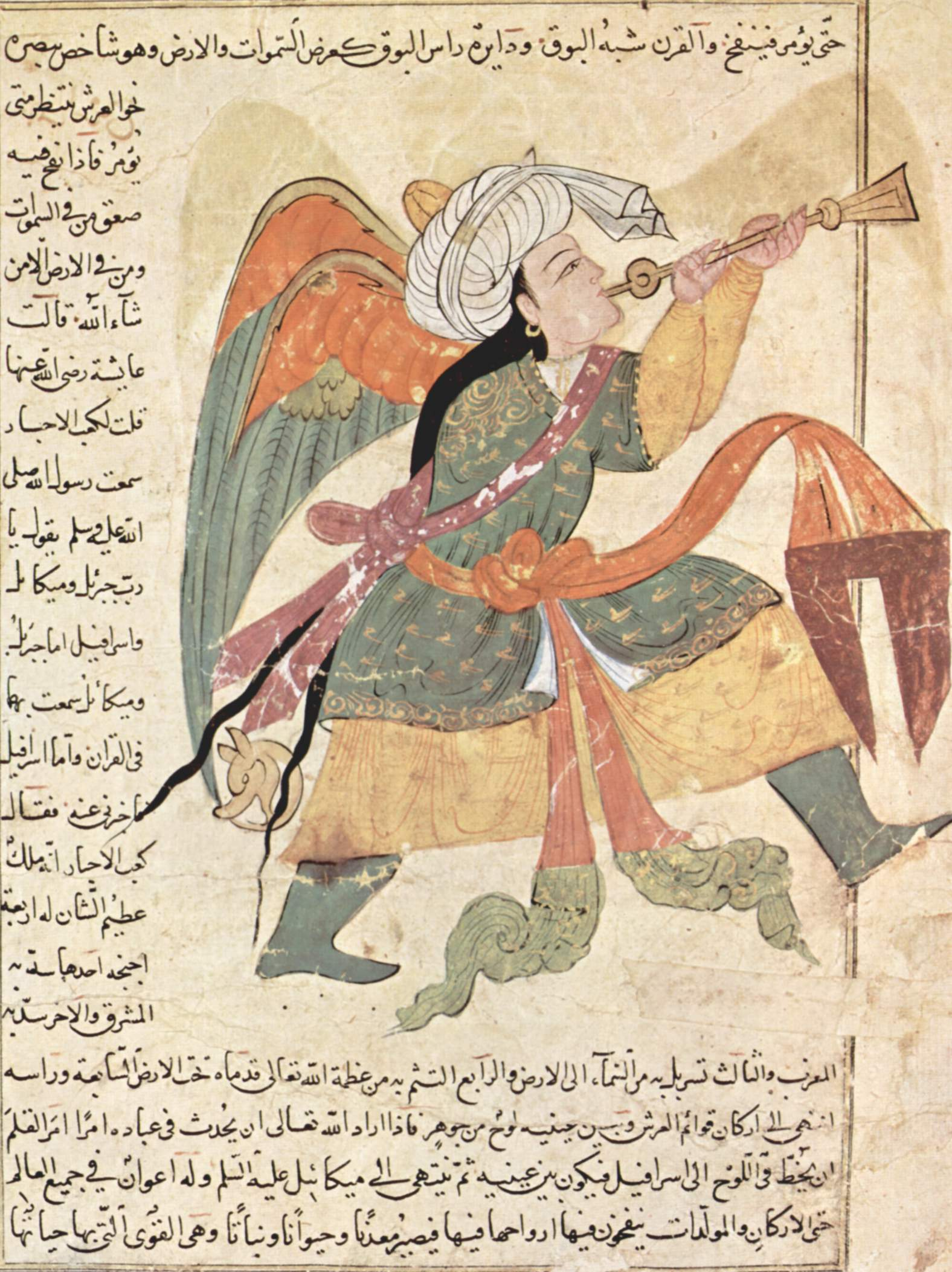
تجسمی از صور اسرافیل از یک مینیاتور سده‌های میانه

اسرافیل یکی از فرشتگان خدا در باور مسلمانان است و بیشترین شهرت اسرافیل به خاطر شیپور اوست که همیشه آن را بر لب دارد و قرار است در روز رستاخیز با دمیدن در آن مردگان را زنده کند. به شیپور اسرافیل اصطلاحاً «صور اسرافیل» گفته می‌شود.

### ایران

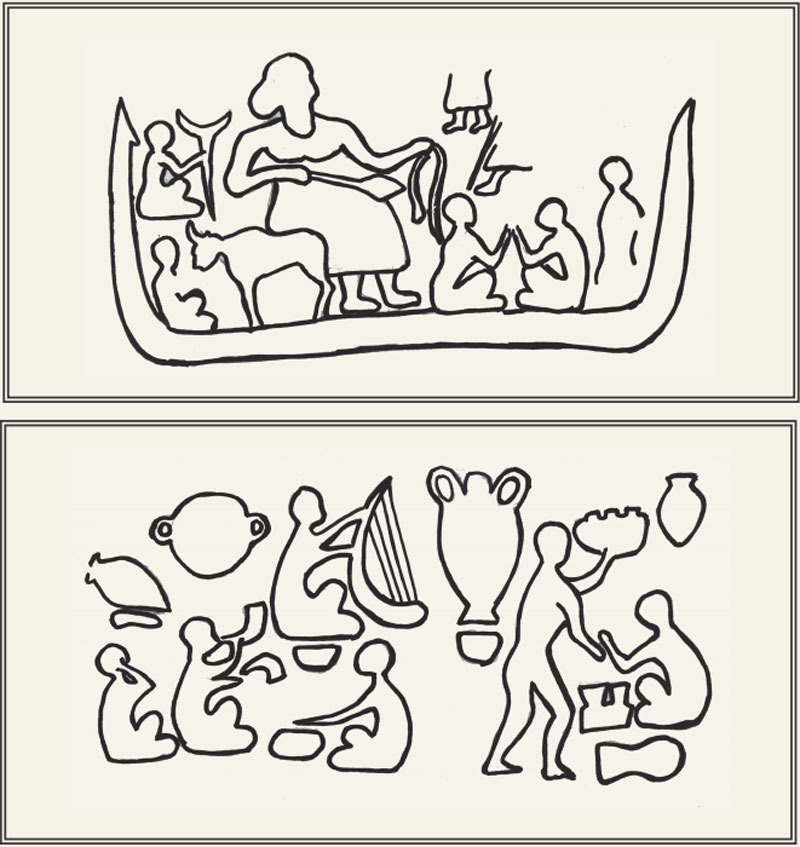
گروه نوازندگان، مُهر بازمانده از شوش

طبق آنچه در چوغامیش برجای مانده و در سالهای ۱۹۶۶–۱۹۶۱ میلادی، یافت شده‌است. این مهرنگاره ۳۴۰۰ ساله؛ سیمایی از بزم رامشگران را نشان می‌دهد. در این بزم باستانی، دسته‌ای خنیاگر (نوازنده) دیده می‌شوند که هر کدام، به نواختن‌سازی سرگرم هستند. چگونگی نواختن و نشستن این رامشگران، نشان می‌دهد که آنها، نخستین دسته خنیاگران(ارکستر) جهان هستند. در این گروه رامشگران، می‌بینیم که نوازنده‌ای چنگ و دیگری شیپور و آن دیگر تنبک می‌نوازد. چهارمین رامشگر در این میان، خواننده‌ای است که آواز می‌خواند.

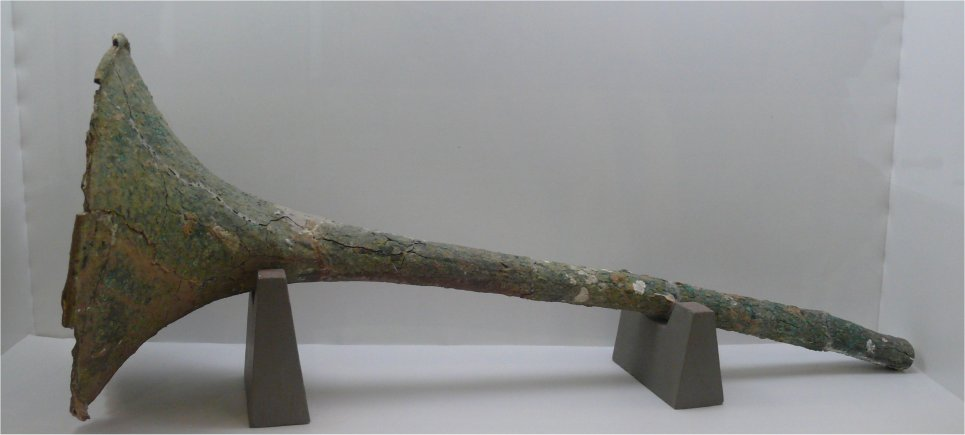
کرنای هخامنشی